# Sermamagny
Sermamagny ist eine französische Gemeinde mit 945 Einwohnern (Stand: 1. Januar 2022) im Territoire de Belfort in der Region Bourgogne-Franche-Comté. Die Bewohner werden Sermamagniens und Sermamagniennes genannt.

## Geographie
Sermamagny liegt auf 401 m, etwa sechs Kilometer nördlich der Stadt Belfort (Luftlinie). Das Dorf erstreckt sich im Vorland der Vogesen, im Becken von Giromagny, das sich zwischen den Vogesen, den Hügeln der Forêt de Roppe und der Montagne de Salbert ausdehnt, in der Ebene beidseits des Flusslaufs der Savoureuse.

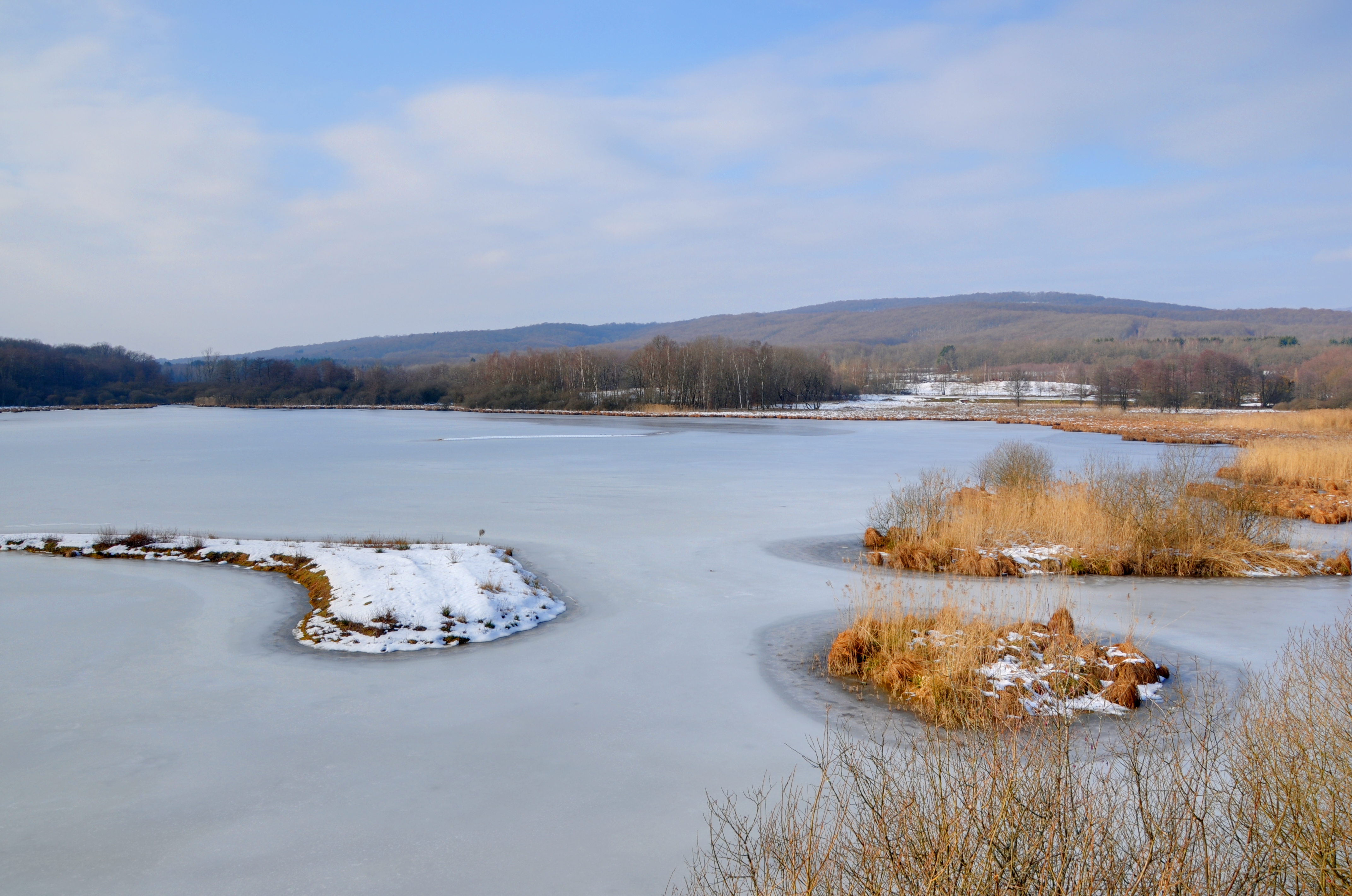
Étang de Malsaucy im Winter

Die Fläche des 7,90 km² großen Gemeindegebiets umfasst einen Abschnitt im Bereich des Vogesenvorlandes. Das gesamte Gebiet wird von der Ebene des Beckens von Giromagny eingenommen, die auf durchschnittlich 400 m liegt. Sie ist überwiegend mit Acker- und Wiesland bestanden, zeigt aber auch einige größere Waldflächen. Von Norden nach Süden wird die Ebene von der Savoureuse durchquert, die südwestlich des Dorfes von rechts den Rhôme aufnimmt. Nach Osten reicht der Gemeindeboden über die Ebene in die Waldung Forêt de Vaivre und bis an die Rosemontoise, einen weiteren Zufluss der Savoureuse. Entlang der Fließgewässer und in Muldenlagen befinden sich zahlreiche Weiher, die einst für die Fischzucht angelegt wurden. Die bedeutendsten sind der Étang de la Veronne und der Étang de Malsaucy, die heute als Badeseen und Naherholungsgebiet von Belfort ausgewiesen sind. Auf einer Anhöhe nördlich des Étang de la Veronne wird mit 423 m die höchste Erhebung von Sermamagny erreicht.
Nachbargemeinden von Sermamagny sind Lachapelle-sous-Chaux und Chaux im Norden, Éloie im Osten, Valdoie im Süden sowie Évette-Salbert im Westen.

## Geschichte
Erstmals urkundlich erwähnt wird Sermamagny im Jahr 1347 unter dem Namen Sermegin. Im Lauf der Zeit wandelte sich die Bezeichnung über Surmaimaingny (1423), Samermenigny (1427), Sermemesgny (1458), Sermamegny (1563), Schirmamenga (1572) und Sermangny (1717) zum heutigen Namen. Die Etymologie des Namens wird als Sigimar (germanischer Personenname) und mansio (lateinisch für Wohnung, Herberge) interpretiert, womit Sermamagny etwa Haus des Sigimar bedeutet.
Zunächst im Einflussbereich der Grafen von Montbéliard stehend, gehörte das Dorf stets zur Herrschaft Rosemont. Mitte des 14. Jahrhunderts gelangte es unter die Oberhoheit der Habsburger. Zwischen 1360 und 1375 wurde Sermamagny von Söldnern unter Arnaud de Cervole und Enguerrand VII. de Coucy verwüstet. Auch während des Dreißigjährigen Krieges wurde es 1633 von schwedischen Truppen gebrandschatzt. Zusammen mit dem Sundgau kam Sermamagny mit dem Westfälischen Frieden 1648 an die französische Krone. Seit 1793 gehörte das Dorf zum Département Haut-Rhin, verblieb jedoch nach dem Deutsch-Französischen Krieg 1871 als Teil des arrondissement subsistant du Haut-Rhin im Gegensatz zum restlichen Elsass bei Frankreich. Seit 1998 war Sermamagny zunächst Mitglied des Gemeindeverbandes Communauté d’Agglomération Belfortaine, der 2017 in die Grand Belfort Communauté d’Agglomération aufging.

## Sehenswürdigkeiten
Das Maison Bardy, das im 19. Jahrhundert von einer reichen Familie erbaut wurde und zwei Türme besitzt, dient heute als Kapelle und Kulturzentrum. Zu den Natursehenswürdigkeiten und Naherholungsgebieten zählt die Region um den Étang de Malsaucy und den Étang de la Veronne. Der Flugplatz Belfort-Chaux liegt auf dem Gebiet der Gemeinde.

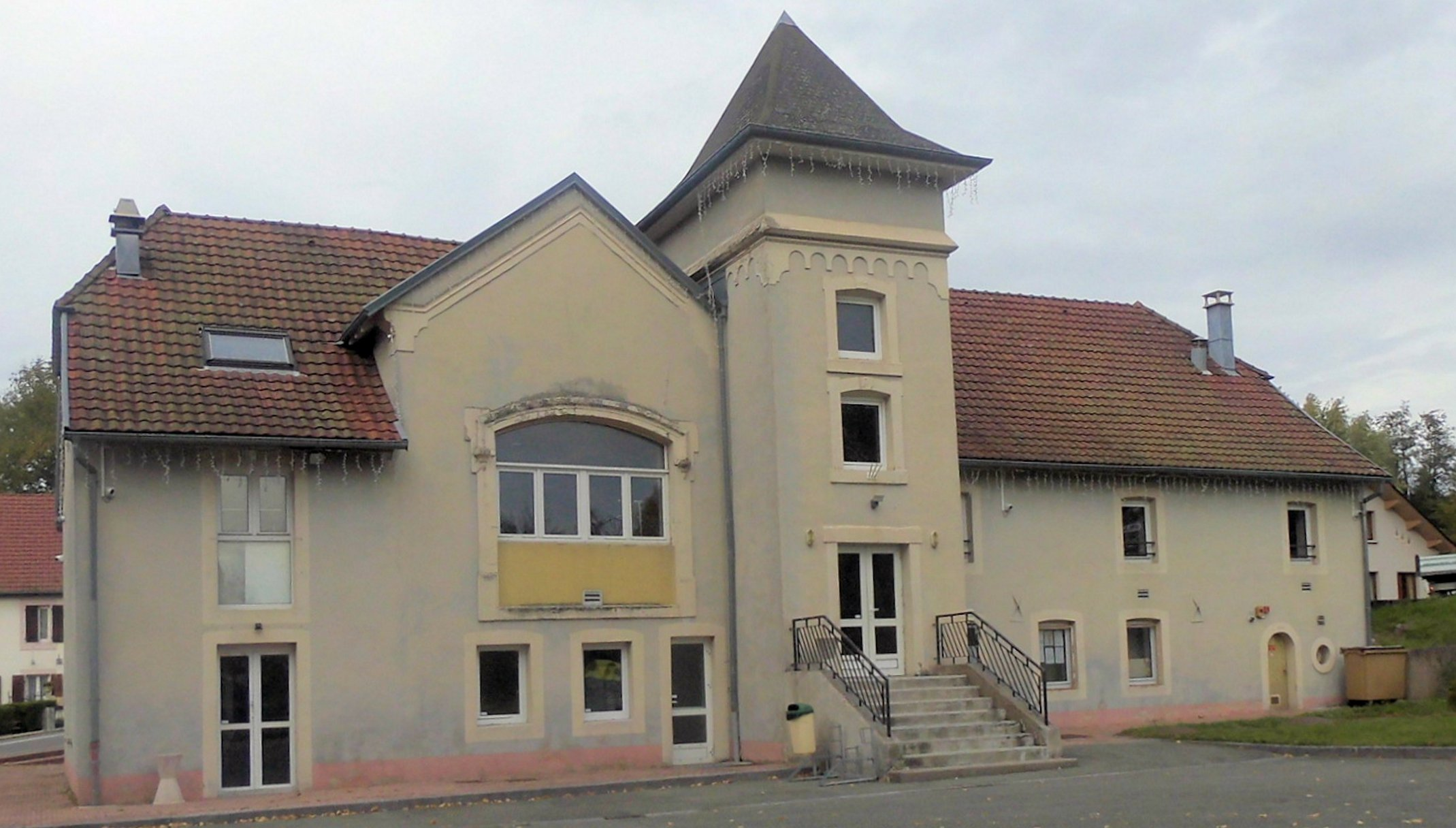
Maison Bardy
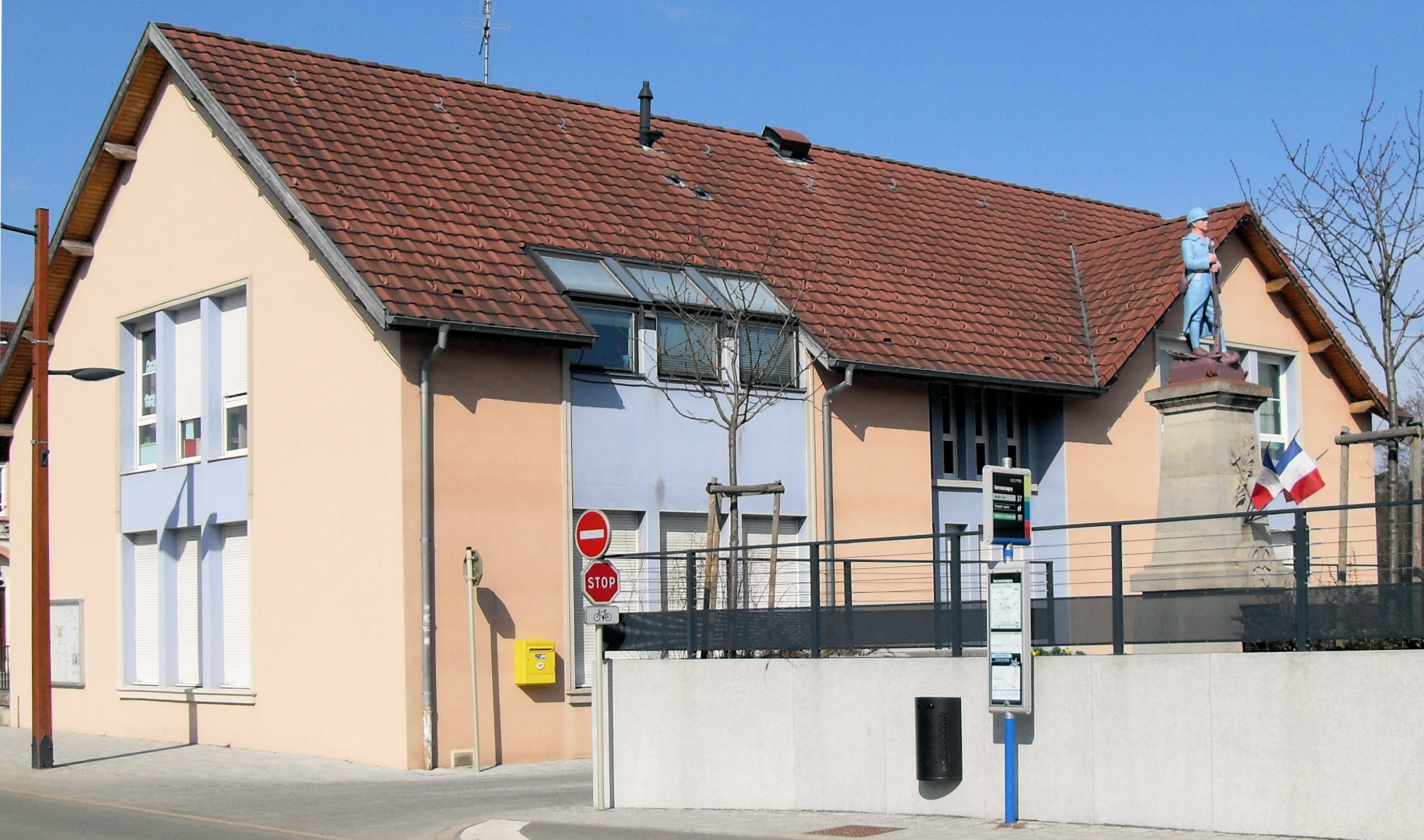
Schule

## Bevölkerung
| Bevölkerungsentwicklung | Bevölkerungsentwicklung |
| Jahr                    | Einwohner               |
| ----------------------- | ----------------------- |
| 1962                    | 648                     |
| 1968                    | 692                     |
| 1975                    | 827                     |
| 1982                    | 793                     |
| 1990                    | 832                     |
| 1999                    | 858                     |
| 2009                    | 814                     |
| 2017                    | 860                     |

Mit 945 Einwohnern (1. Januar 2022) gehört Sermamagny zu den kleinen Gemeinden des Départements Territoire de Belfort. Nachdem die Einwohnerzahl in der ersten Hälfte des 20. Jahrhunderts stets im Bereich zwischen 480 und 550 Personen gelegen hatte, wurde bis 1975 ein deutliches Bevölkerungswachstum verzeichnet. Seither verblieb die Einwohnerzahl auf relativ konstantem Niveau.

## Wirtschaft und Infrastruktur
Sermamagny war bis weit ins 20. Jahrhundert hinein ein vorwiegend durch die Landwirtschaft (Ackerbau, Obstbau und Viehzucht), die Fischzucht und die Forstwirtschaft geprägtes Dorf. Heute gibt es einige Betriebe des Klein- und Mittelgewerbes, darunter ein Unternehmen der chemischen Industrie. Mittlerweile hat sich das Dorf auch zu einer Wohngemeinde gewandelt. Viele Erwerbstätige sind deshalb Pendler, die in den größeren Ortschaften der Umgebung und in der Agglomeration Belfort ihrer Arbeit nachgehen.
Die Ortschaft ist verkehrstechnisch gut erschlossen. Sie liegt an der Departementsstraße D465 (ehemalige Route nationale 465), die von Belfort nach Giromagny führt. Der nächste Anschluss an die Autobahn A36 befindet sich in einer Entfernung von ungefähr acht Kilometern. Weitere Straßenverbindungen bestehen mit Lachapelle-sous-Chaux, Évette-Salbert und Éloie. Mit der Stadt Belfort ist Sermamagny durch eine Buslinie verbunden.

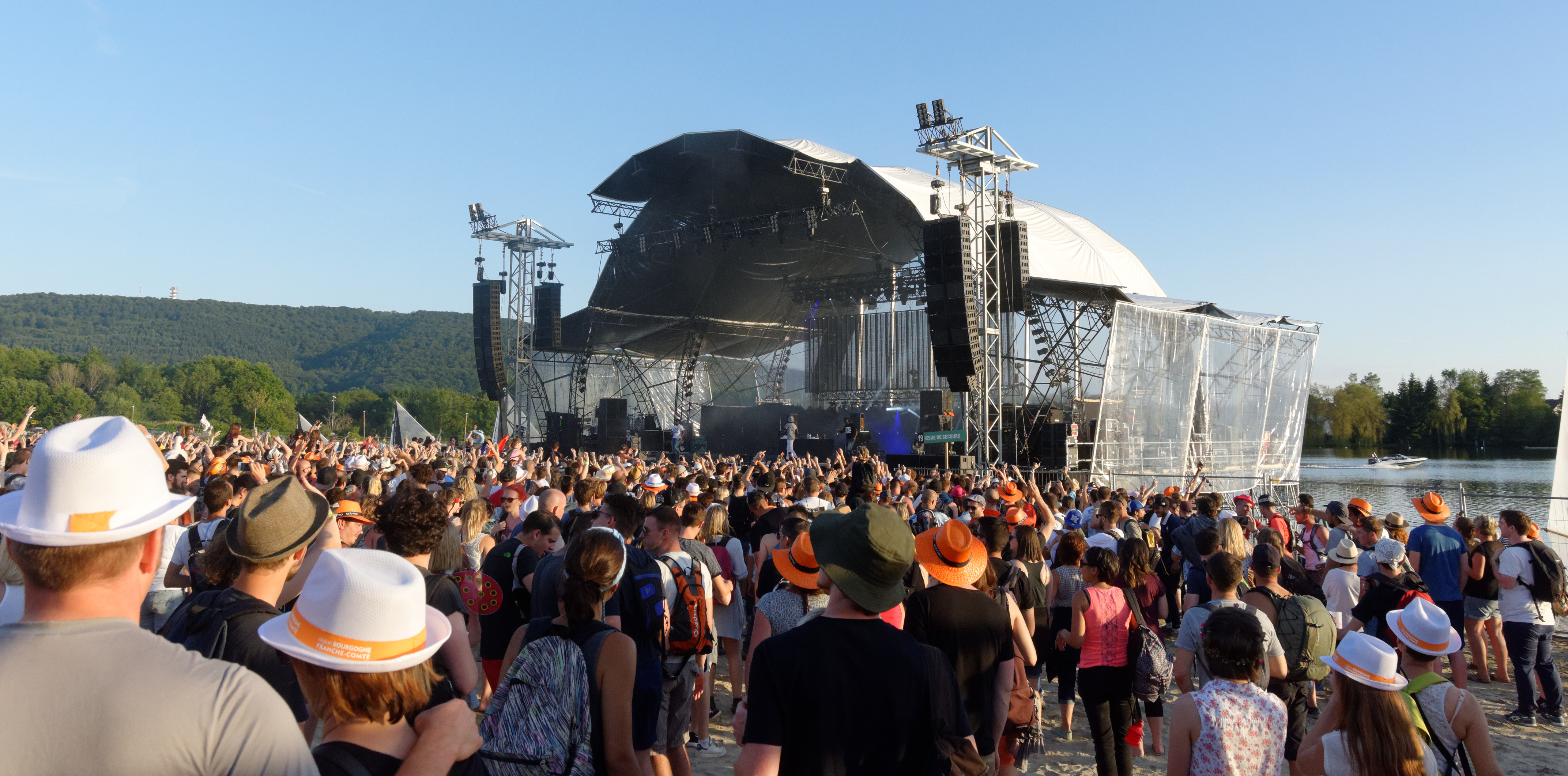
Les Eurockéennes de Belfort (2016)

## Veranstaltungen
Auf einer Halbinsel am Lac de Malsaucy findet alljährlich im Juli eines der größten Rockmusikfestivals in Frankreich statt, das Les Eurockéennes de Belfort.